# Jeb Zreiq
Jeb Zreiq (tiếng Ả Rập: جب زريق) là một ngôi làng Syria nằm ở phó huyện Sabburah thuộc huyện Salamiyah, Hama. Theo Cục Thống kê Trung ương Syria (CBS), Jeb Zreiq có dân số 354 người trong cuộc điều tra dân số năm 2004.